# Sally Kipyego
Sally Jepkosgei Kipyego, kenijska atletinja, * 19. december 1985, Kapsowar, Kenija.
Nastopila je na poletnih olimpijskih igrah leta 2012 ter osvojila srebrno medaljo v teku na 10000 m in četrto mesto v teku na 5000 m. Na svetovnih prvenstvih je osvojila srebrno medaljo v teku na 10000 m leta 2011.